# Kirchscheidungen
Kirchscheidungen ist ein Ortsteil der Stadt Laucha an der Unstrut im Burgenlandkreis in Sachsen-Anhalt. Der Ort wurde am 1. Juli 2009 eingemeindet.

## Lage
Kirchscheidungen liegt zwischen Freyburg (Unstrut) und Nebra an der Weinstraße Saale-Unstrut. Die Unstrut fließt nördlich des Ortes vorbei.

## Geschichte

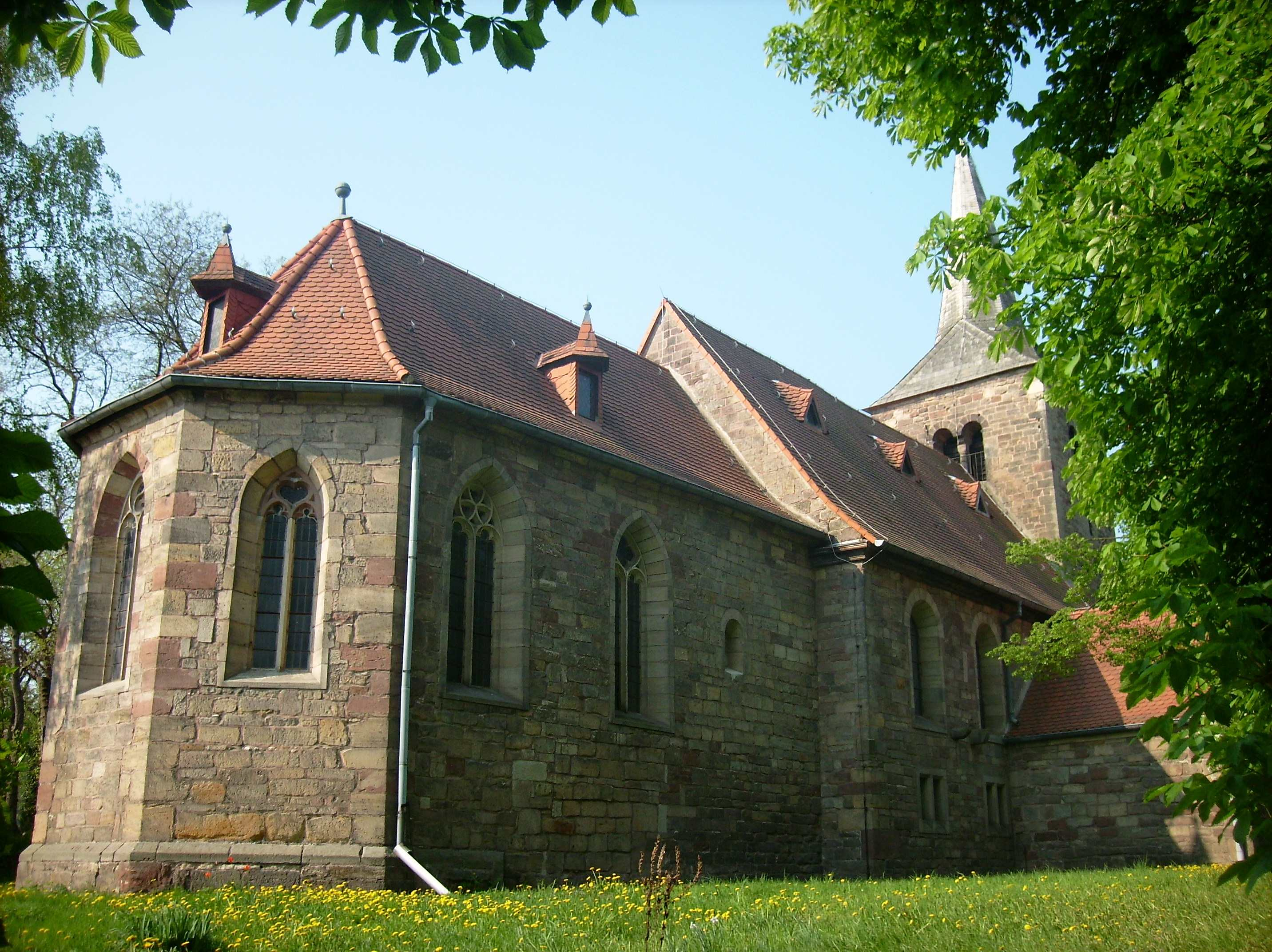
Kirche

Der Ort wurde erstmals um 786 im Breviarium Sancti Lulli und in dem zwischen 880 und 899 entstandenen Hersfelder Zehntverzeichnis als „Scidinge“ genannt. In einer Urkunde vom 31. Oktober 1294 erscheint er als „Kirchschidingen“, später auch als „Kerscheydingen“. Der Ort und das darin befindliche Rittergut Kirchscheidungen hatten eine wechselvolle Geschichte. Wichtige Besitzer waren 1230 bis 1422 die Ritter, die Knut(h)/Knaut(h) genannt wurden (Mehrzahl: Knutonen), 1422 bis 1692/1748 die von Rockhausen und 1746/48 bis 1945 die von der Schulenburg auf Burgscheidungen.
Der Ort gehörte bis 1815 zum wettinischen, später kursächsischen Amt Freyburg. Durch die Beschlüsse des Wiener Kongresses kam er zu Preußen und wurde 1816 dem Kreis Querfurt im Regierungsbezirk Merseburg der Provinz Sachsen zugeteilt, zu dem er bis 1944 gehörte.
Im Jahre 2011 beging Kirchscheidungen sein 1225. Jubiläum der Ersterwähnung. Die über das ganze Jahr verteilten Veranstaltungen wurden von verschiedenen Institutionen und Vereinen durchgeführt.

## Politik
Kirchscheidungen ist seit 2009 ein Ortsteil von Laucha. Ortsteilbürgermeister ist seitdem Michael Bilstein.

## Sehenswürdigkeiten

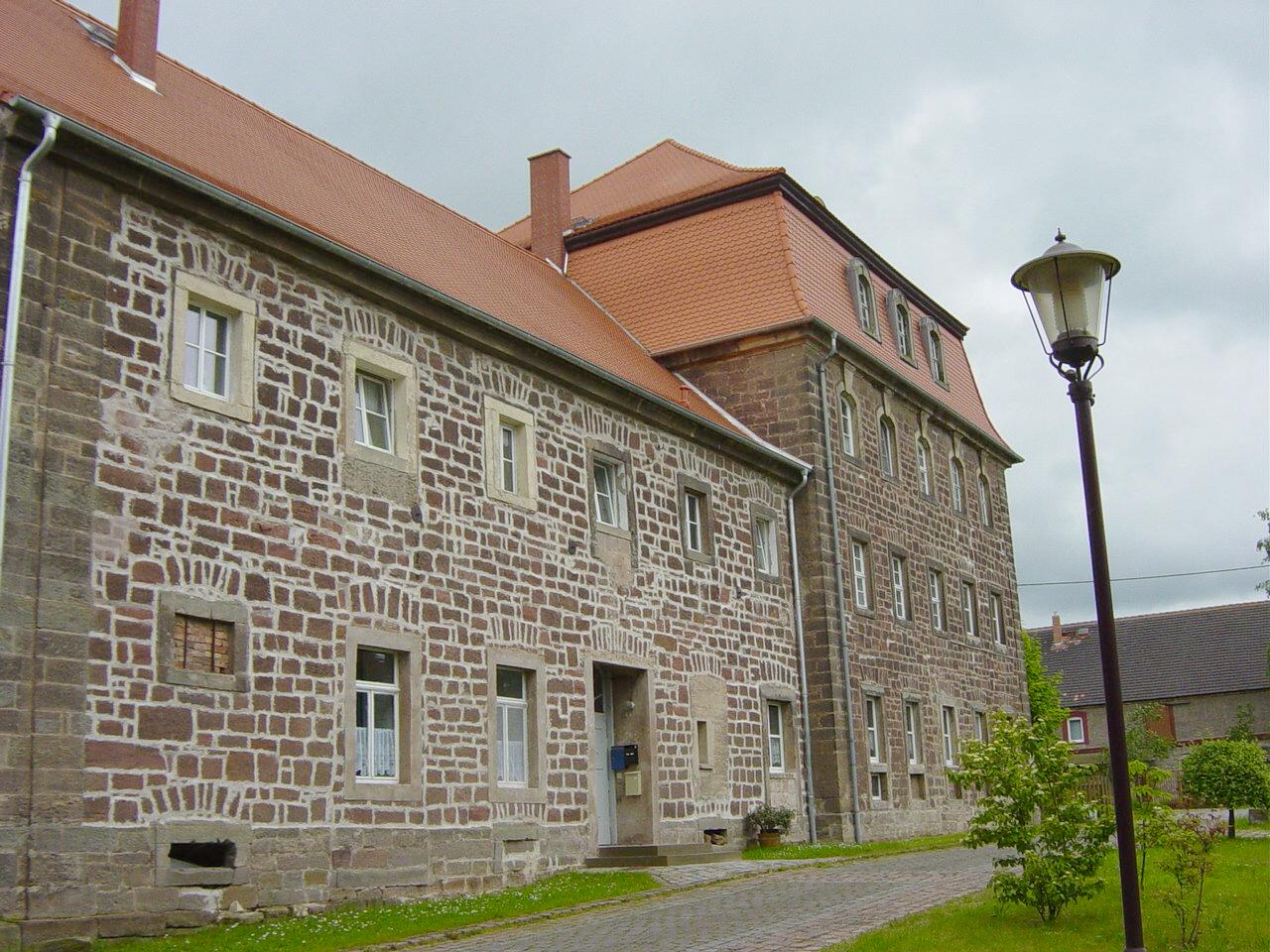
Rittergut

Das Rittergut Kirchscheidungen hat eine über achthundertjährige Geschichte. Seine Grundform als großer Vierseitenhof mit repräsentativen Herrenhaus und umgebenden Wirtschaftsgebäuden ist noch heute gut erkennbar.
Im alten Rittergut Kirchscheidungen am Lohberg befindet sich im ehemaligen Herrenhaus, dem späteren Inspektorhaus, das Atelier von Margitta Bier mit einer Ausstellung von Aquarellen aus mehreren Jahrzehnten. Ebenfalls untergebracht ist eine Heimatstube mit Gebrauchsgut und Haushaltsartikeln aus vier Jahrhunderten Bauern- und Hauswirtschaft sowie des täglichen Lebens. Die im Haus befindliche Straußwirtschaft, der Weinkeller sowie der ehemalige Kerker steht Besuchern offen.
Im Ort gibt es ein Denkmal des gebürtigen Kirchscheidungers Bernhard Thiersch (1793–1855) des Dichters des Preußenliedes.
Die in unmittelbarer Nähe gelegene Johanneskirche stammt aus dem 11./12. Jahrhundert und wurde wahrscheinlich auf Geheiß des Bamberger Bischofs Otto I. errichtet. Die Kirche wurde nicht wie üblich in Ost-West-Richtung erbaut, sondern der Chor weist nach Nordosten und der Turm nach Südwesten. In der Kirche befinden sich Epitaphe der ehemaligen Rittergutsbesitzer und Gerichtsherren der von Rockhausen.

## Wirtschaft und Infrastruktur

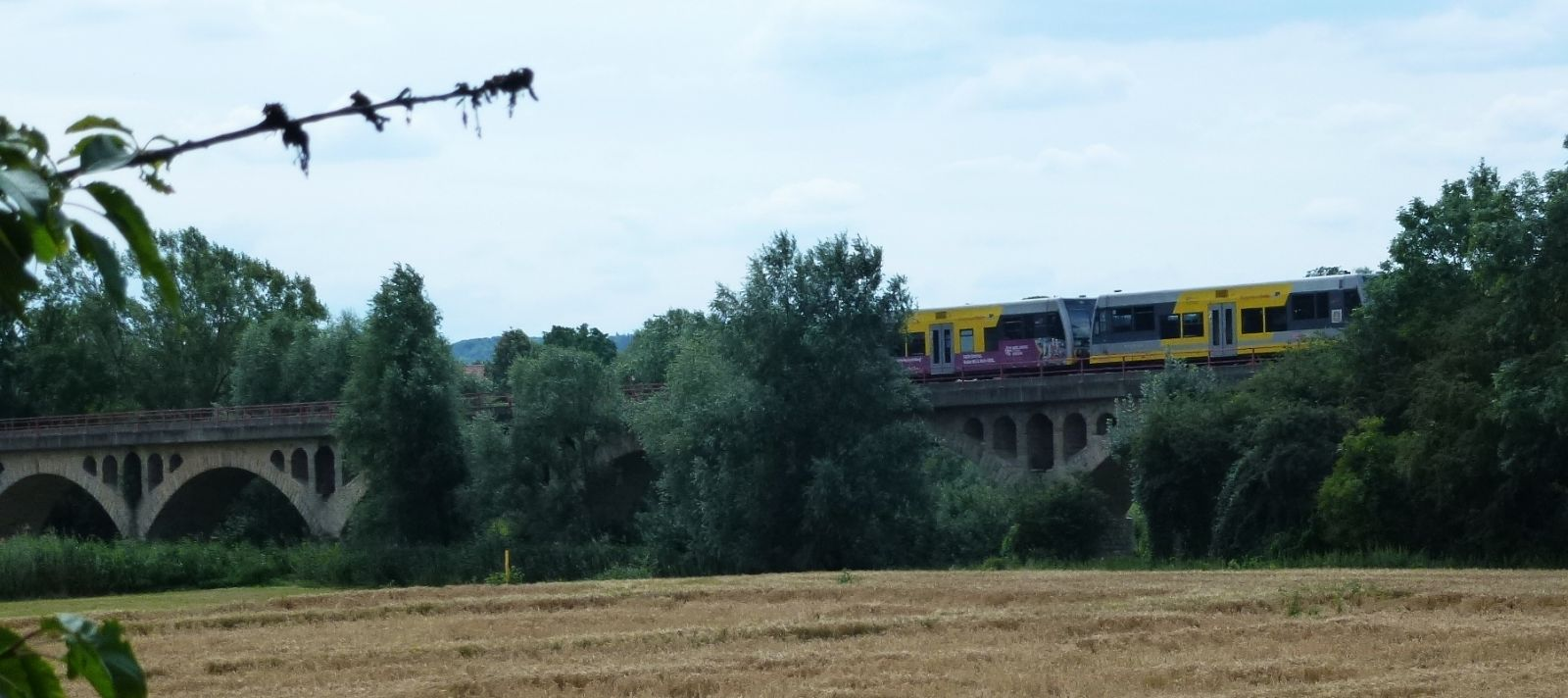
Unstrutbahn

Westlich des Ortes verläuft die Bundesstraße 250, die von Eckartsberga über Bad Bibra nach Querfurt führt, sowie südlich die Bundesstraße 176 von Freyburg (Unstrut) nach Sömmerda.
Durch den Ort führt die Unstrutbahn, die stündlich von der Linie RB 77 Naumburg Ost–Wangen bedient wird.
- Nördlich von Kirchscheidungen fließt die Unstrut von Nebra über Karsdorf vorbei an Kirchscheidungen weiter über Laucha, Freyburg bis zu ihrer Mündung in die Saale bei Naumburg. Von Kirchscheidungen sind es 19,2 km bis zur Mündung. Für Wasserwanderer gibt es eine Bootsanlegestelle und eine Zeltwiese mit Duschen und Toiletten.
- Der Unstrutradweg verläuft auf der gegenüberliegenden Seite der Unstrut, vorbei an Kirchscheidungen.
- Im Rittergut sind eine Weinstube, ein historischer Kerker und die Heimatstube zu besichtigen.
- Direkt an der Unstrut gibt es einen Kanuverleih, einen Campingplatz und ein Tipi-Dorf.
- Im Unterdorf steht das Weingut Klaus Böhme. Der Bauernhof blickt auf eine 300-jährige landwirtschaftliche und weinbauliche Nutzung zurück. Seit 1990 wird der Hof wieder bewirtschaftet.

## Persönlichkeiten

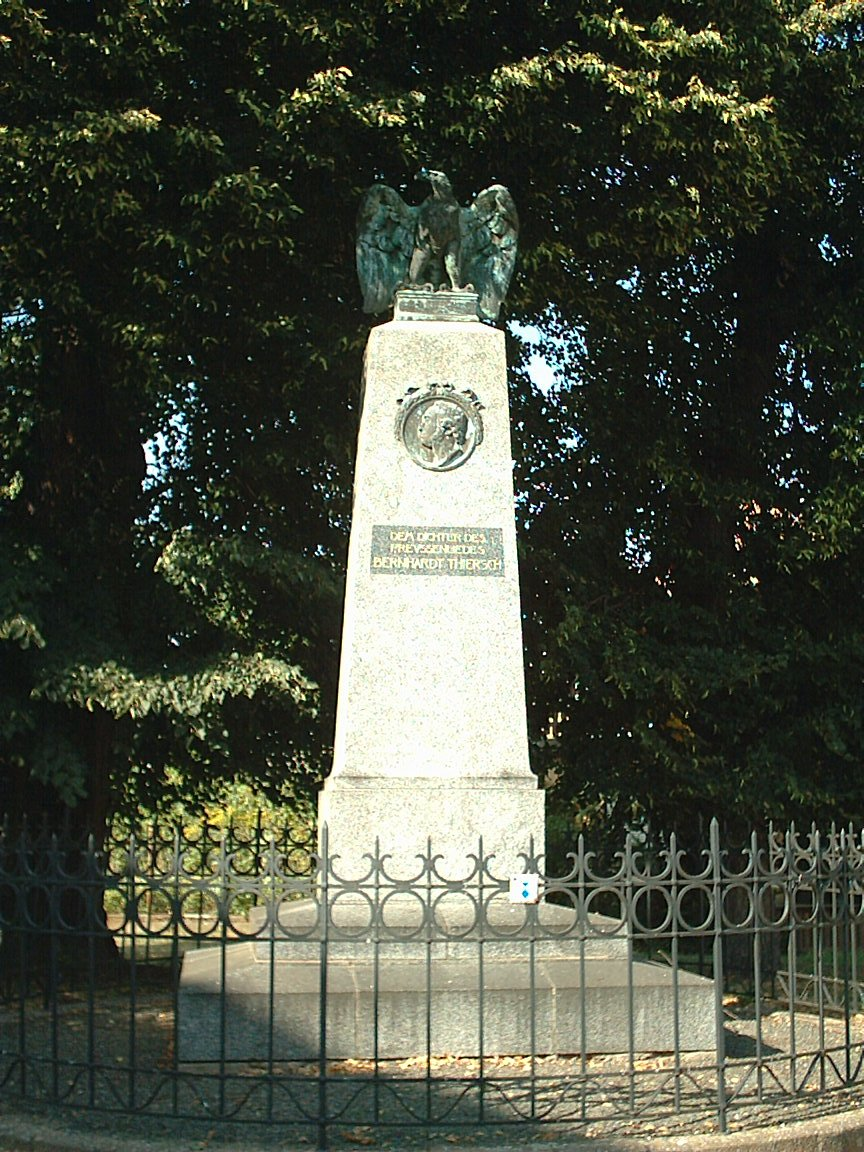
Thiersch-Denkmal

- Friedrich von Thiersch (1784–1860), Philologe
- Ernst Ludwig Thiersch (1786–1869), Forstmann und sächsischer Landtagsabgeordneter
- Bernhard Thiersch (1793–1855), Pädagoge, Dichter des Preußenliedes
- Johann Gottfried Rode (1797–1857), Musiker und Komponist
- Erhard Albrecht (1925–2009), Philosoph

Friedrich Nietzsche (1844–1900), Dichter und Philosoph, wurde 1857 in Kirchscheidungen von Pastor Gustav Adolf Oßwald, einem engen Freund des verstorbenen Röckener Pfarrers Carl Ludwig Nietzsche († 1849), auf die Aufnahmeprüfung in der Landesschule Pforta vorbereitet.
Hans am Ende (1864–1918), Maler des Impressionismus und Mitbegründer der Künstlerkolonie Worpswede, Sohn des Kirchscheidunger Pfarrers Christoph Gotthelf Alwin am Ende